# We Celebrate
We Celebrate – singiel amerykańskiego rapera Ghostface Killah członka Wu-Tang Clan wydany 27 listopada 2007 roku nakładem wytwórni Def Jam.

## Lista utworów
Opracowano na podstawie źródła.
Strona A
1. We Celebrate (Clean Edit) - 3:54
2. We Celebrate (Clean Edit) - 3:54
3. We Celebrate (Instrumental Edit) - 3:54

Strona B
1. We Celebrate (Main) - 4:19
2. We Celebrate (Main) - 4:16
3. We Celebrate (Instrumental) - 4:16